# 宽翅棱果花
宽翅棱果花（学名：Barthea barthei var. valdealata）为野牡丹科棱果花属下的一个变种。